# Paranawát
Paranawát (Paranauat), jedna od nekoliko skupina Tupi-Kawahiba nastanjenih u na lijevoj obali Rio Machada u blizini Rio Muqui. u brazilskoj državi Rondônia. Ime ove grupe prema Claude Lévi-Straussu označava  'ljude od rijeke' . Paranawati su jedna od rijetkih grupa Kawahiba koji su se očuvali do danas, a u skoroj prošlosti na svaki pokušaj kontakta odgovarali su strijelama (Levi-Strauss). U novije ih doba (1986; SIL) oko 100 živi na pritocima Jiparaná (Machado) i Sono.

## Vanjske poveznice
- "Tristes tropiques"